# Slamnjak
Slamnjak este o localitate din comuna Ljutomer, Slovenia, cu o populație de 173 de locuitori.